# Lucette a Lucas
Lucette a Lucas (ve francouzském originále Lucette et Lucas) je komická opera (opéra comique, původním označením „comédie mêlée d'ariettes“) o jednom dějství francouzské skladatelky Florine Dezèdeové, dcery dobově oblíbeného hudebního skladatele Nicolase Dezèda. Libreto k ní napsal Nicolas-Julien Forgeot (1758–1798). Premiéra opery se konala 8. listopadu 1781 v pařížském divadle Théâtre de la Comédie-Italienne (v sále Hotel de Bourgogne).

## Vznik, historie a charakteristika
Nicolas-Alexandre Dezède (1740?–1792) byl jeden z nejplodnějších a nejpopulárnějších francouzských skladatelů své doby, specializující se na žánr opéra comique. O jeho osobě je však známo velmi málo, včetně jeho původu (o kterém se velmi spekulovalo) a jeho skutečného jména: podepisoval se nejrůznějšími způsoby včetně pouhého „D.Z.“ a i „Dezède“ je zřejmě jen pseudonymní varianta. Ještě méně je pak známo o jeho dceři Florine, skladatelce jednoaktové komické opery Lucette a Lucas; ví se prakticky jen, že v době premiéry, tedy v listopadu 1781, měla 15 let, což klade její datum narození někdy do roku 1766. O jejím dalším osudu a tvorbě navíc nejsou žádné spolehlivé zprávy. I ona je uváděna na partituře a libretu jen jako „Mademoiselle D. Z.“
U opery Lucette a Lucas některé pozdní prameny uvádějí podtitul Zvědavá venkovanka (La Paysanne curieuse)(Clément-Larousse), který však se nevyskytuje v tištěném libretu a partituře ani v soudobých zmínkách; také neodpovídá žádné situaci v libretu. Vtipné libreto napsal mladý a později dosti úspěšný dramatik Nicolas-Julien Forgeot (1758–1798). Je napsáno ve stylu komedie z venkova („paysannerie“) známé zejména z díla Charlese-Simona Favarta. Partitura Lucette a Lucase obsahuje předehru a osm hudebních čísel. Kompoziční styl logicky připomíná Florinina otce a existovaly pověsti, že on je i autorem celé opery, to však není příliš pravděpodobné, protože při své popularitě neměl takového předstírání zapotřebí; je však pravděpodobné, že se na konečné podobě partitury zejména hudebně-technicky podílel.
Někteří soudobí znalci divadla zmiňují Lucette a Lucase spíše jako kuriozitu, např. Babault v Annales dramatiques: „Tím nejmimořádnějším na tomto kusu, jehož slova jsou dosti ordinérní, je, že hudba je dílem patnáctileté dívky.“ Zato Antoine d'Origny psal: „Tento kus byl přijat příznivě. Expozice by mohla být lepší a celkový rozvrh pravidelnější, ale jeho detaily jsou duchaplné a většina kupletů velmi příjemná.“ Oceňoval zejména Lucettinu romanci C'est en vain que j'me rappelle. „Pokud jde o hudbu, je přesně úměrná předmětu. Nalezneme v ní půvabné melodie a dobře rozvržený doprovod. Je to ale dílo mladé osoby, která tehdy měla pouhých patnáct let, ale když víme, že jejím autorem je Mlle de Zede, dcera hudebníka toho jména, překvapení končí a naděje, že uvidíme tento talent se zdokonalovat ode dne ke dni, se snoubí se spravedlivým obdivem, který sklidila.“
Obecenstvo mělo v každém případě toto dílo v oblibě a Lucette a Lucas se hráli až do roku 1792, kdy dosáhli 43 repríz. 8. listopadu 1782 se konalo i představení u královského dvora ve Versailles. Ještě roku 1820 oceňoval tuto operu významný francouzský muzikolog Castil-Blaze (François-Henri-Joseph Blaze, 1784–1857).
Opera Lucette a Lucas se kromě toho hrála i v jiných francouzských městech (např. v Rouenu roku 1787) a v blízkém zahraničí, například roku 1788 ve francouzském divadle v Haagu.
O několik let později napsala dvě opery comique s názvy Antoniova svatba a Toinette a Louis také mladičká Lucile Grétryová, dcera Dezèdova konkurenta A.-E.-M. Grétryho.

## Osoby a první obsazení
| osoba                        | hlasový obor | premiéra (8. listopadu 1781)                |
| ---------------------------- | ------------ | ------------------------------------------- |
| Simonne                      | soprán       | Rose-Françoise Gont(h)ier (roz. Carpentier) |
| Lucette, Simonnina schovanka | soprán       | Mlle Lescot                                 |
| Durand, zámecký správce      | baryton      | Rosiere                                     |
| Lucas                        | tenor        | Louis Michu                                 |
| Bertrand, Durandův synovec   | tenor        | Antoine Trial                               |

## Děj opery
(Selská světnice u Simonne) V domě vdovy Simonne se její kmotřenka a schovanka Lucette sešla se svým milým Lucasem. Lucette napůl odolává Lucasovi, smlouvají o to, kolik hubiček si zaslouží za kytici růží, již jí přinesl (duet Vous boudez. – Oh, non. Je n'ose). Nakonec Lucette na chvíli odbíhá a Lucas je spokojen se svou vyvolenou – na vsi se člověk zamilovává jen jednou a on si je trvalostí jejich lásky jist (árie Au village, pour faire un choix). Zatímco tu čeká, až se Lucette vrátí, přichází Bertrand, přihlouplý synovec správce zdejšího zámku Duranda. Je ve vsi sice teprve krátce, ale zalíbila se mu Lucette a chce se o ni ucházet. Doslechl se, že má soka Lucase, ale spoléhá se na přímluvu svého otce u Lucettiny kmotry. Lucas se vydává za Lucettina bratrance a slibuje Bertrandovi, že se za něho u dívky přimluví a jeho soka odradí. Betrand se těší a popisuje, jaký úspěch u zdejších dívek má – i když popisované příhody by si nezúčastněný pozorovatel mohl vyložit opačným směrem (kuplet Oh! vraiment, c'est comme une rage).
Durand přichází v důvěrném hovoru se Simonne. Betranda posílá rychle pryč. Durand a Simonne spolu totiž udržují vztah, ale Simonne se nechce potřetí provdat, dokud nevyvdá Lucette, jinak by byly ve vsi řeči. Na druhou stranu, kdyby ji viděli v důvěrné situaci s Durandem, taky by byly řeči… Durand má řešení: provdat Lucette za Bertranda. imonne je sice v zásadě pro to, aby byl v manželství muž hloupější než žena, ale jsou jisté meze… Nicméně Durand slibuje synovci zabezpečit stálé místo a vybavit ho tisícem écu, takže Simonne nakonec souhlasí. – Pokouší se tedy prodat Bertranda Lucette, ale ta má ráda Lucase a podřídit se kmotře nehodlá. Simonne jí proto namluví, že přistihla Lucase v kompromitující situaci s jinou dívkou. Lucette je znepokojena; vzpomíná na šťastné chvále s Lucasem (romance C'est en vain que j'me rappelle). Lucas jí však rychle prokáže, že její kmotra lhala, a je po nedorozumění.
Přichází Bertrand – z přítomnosti údajného Lucettina bratrance si nic nedělá a jme se ji namlouvat. Kdyř Lucette protestuje, že ho nemiluje, míní Bertrand, že to přijde až časem v manželství… i když to může trvat, například jeho rodiče k tomu po pětadvaceti letech spolu ještě nedospěli (kuplet Ma mère dit qu'ici-bas). Lucette slyší vracet se Simonne a tvrdí Bertrandovi, že by se kmotra zlobila, kdyby ji zde našla se svobodným mužem, proto ho schovává do komory – a Lucase do druhé a sama se rovněž schová. Mezitím přišel večer a Simonne přivádí do setmělé místnosti Duranda, který jí vyznává lásku přiměřenou svému věku (arieta En prenant un vieux, femme tremble). Před vracející se Lucette musí ale Simonne svého milence rovněž schovat do komory (kde je už Lucas).
V hovoru s Lucette se Simonne ujišťuje, že už na Lucase nemyslí, a posílá ji spát, aby mohla Duranda nepozorovaně pustit ven. Místo toho ve tmě uvolní Lucase, který vyskočí oknem a vzápětí se spolu s Lucette vrátí dveřmi. Oba obviňují Simonne, že u sebe v noci schovává milence. Totéž by mohla Simonne říci o Lucette – ba dokonce dva, protože se ze své skrýše prozradí i Bertrand – ale když se dá vidět i Durand, drží se ženy vzájemně v šachu (kvintet Enfin, me voilà seule). Simonne ale na pověsti počestné vdovy záleží více než Lucette, neřkuli Lucasovi, a proto kapituluje. Vymění souhlas se svatbou své schovanky s jejím milým za volnost k legalizaci svého vztahu s Durandem. Jen Bertrand vyjde naprázdno, ale při své šťastné povaze si z toho nic nedělá. Všichni zpívají závěrečnou píseň s ponaučením na téma „i chytrák se někdy spálí“ (finále-vaudeville Dame Simonne, c'est bien dit).